# Sabou
Sabou là một tổng của tỉnh Boulkiemdé ở miền trung Burkina Faso. Dân số năm 2005 là 45.378 người. Thủ phủ của tổng này là thị xã Sabou.

## Các thị xã và các làng
• Thị xã Sabou • Bourou • Godé • Ipendo • Koupéla • Nabadogo • Nadiolo • Namaneguema • Nariou • 
Nibagdo • Ouézindougou • Sarana • Savili • Tanghin-Wobdo